# Campeonato Mundial de Esquí Nórdico de 1939
El XVI Campeonato Mundial de Esquí Nórdico se celebró en la localidad de Zakopane (Polonia) entre el 11 y el 19 de febrero de 1939 bajo la organización de la Federación Internacional de Esquí (FIS) y la Federación Polaca de Esquí.

## Esquí de fondo
| Evento                   | Oro                                                                                       | Plata                                                                            | Bronce                                                                                          |
| ------------------------ | ----------------------------------------------------------------------------------------- | -------------------------------------------------------------------------------- | ----------------------------------------------------------------------------------------------- |
| 18 km (15.02)            | Jussi Kurikkala · Finlandia · 1:05:30                                                     | Klaes Karppinen · Finlandia · 1:06:05                                            | Carl Pahlin · Suecia · 1:06:35                                                                  |
| 50 km (17.02)            | Lars Bergendahl · Noruega · 2:57:43                                                       | Klaes Karppinen · Finlandia · 3:00:27                                            | Oscar Gjöslien · Noruega · 3:05:42                                                              |
| Relevo 4 × 10 km (19.02) | Finlandia · Pauli Pitkänen · Olavi Alakulppi · Eino Olkinuora · Klaes Karppinen · 2:08:35 | Suecia · Alvar Hägglund · Selm Stenvall · John Westbergh · Carl Pahlin · 2:09:43 | Italia · Aristide Compagnoni · Severino Compagnoni · Goffredo Baur · Alberto Jammaron · 2:13:38 |

## Salto en esquí
| Evento                       | Oro                                | Plata                              | Bronce                                    |
| ---------------------------- | ---------------------------------- | ---------------------------------- | ----------------------------------------- |
| Trampolín individual (11.02) | Josef Bradl · Austria · 224,7 pts. | Birger Ruud · Noruega · 224,2 pts. | Arnholdt Kongsgård · Noruega · 223,1 pts. |

## Combinada nórdica
| Evento             | Oro                                 | Plata                                | Bronce                            |
| ------------------ | ----------------------------------- | ------------------------------------ | --------------------------------- |
| Individual (11.02) | Gustav Berauer Checoslovaquia 429,6 | Gustav-Adolf Sellin · Suecia · 426,6 | Magnar Fosseide · Noruega · 422,4 |

1. 1 2  Atleta que compitió bajo la bandera del Tercer Reich, pero que la FIS reconoce como del país de origen.

## Medallero
| Núm. | País      | Oro | Plata | Bronce | Total |
| ---- | --------- | --- | ----- | ------ | ----- |
| 1    | Finlandia | 2   | 2     | 0      | 4     |
| 2    | Alemania  | 2   | 0     | 0      | 2     |
| 3    | Noruega   | 1   | 1     | 3      | 5     |
| 4    | Suecia    | 0   | 2     | 1      | 3     |
| 5    | Italia    | 0   | 0     | 1      | 1     |
|      | TOTAL     | 5   | 5     | 5      | 15    |